# Himalcoelotes
Himalcoelotes là một chi nhện trong họ Agelenidae.

## Các loài
- Himalcoelotes aequoreus Wang, 2002 – Nepal
- Himalcoelotes brignolii Wang, 2002 – Bhutan
- Himalcoelotes bursarius Wang, 2002 – Nepal
- Himalcoelotes diatropos Wang, 2002 – Nepal
- Himalcoelotes gyirongensis (Hu & Li, 1987) – China, Nepal
- Himalcoelotes martensi Wang, 2002 – Nepal
- Himalcoelotes pirum Wang, 2002 – Nepal
- Himalcoelotes sherpa (Brignoli, 1976) – Nepal
- Himalcoelotes subsherpa Wang, 2002 – Nepal
- Himalcoelotes syntomos Wang, 2002 – Nepal
- Himalcoelotes tortuous Zhang & Zhu, 2010 – China
- Himalcoelotes xizangensis (Hu, 1992) – China
- Himalcoelotes zhamensis Zhang & Zhu, 2010 – China